# Spółgłoska iniektywna dwuwargowa dźwięczna
Spółgłoska zwarta iniektywna dwuwargowa dźwięczna – rodzaj dźwięku spółgłoskowego występujący w językach naturalnych. W międzynarodowej transkrypcji fonetycznej IPA oznaczanej symbolem: [ɓ].

## Artykulacja

### Opis
W czasie artykulacji [ɓ]
- modulowany jest prąd powietrza powstały w wyniku zasysającego ruchu krtani do dołu przy drgających wiązadłach głosowych, czyli artykulacja tej spółgłoski wymaga inicjacji krtaniowej i ingresji,
- tylna część podniebienia miękkiego zamyka dostęp do jamy nosowej, prąd powietrza przepływa przez jamę ustną
- prąd powietrza w jamie ustnej przepływa ponad całym językiem
- dolna warga kontaktuje się z górną wargą, tworząc zwarcie. Dochodzi do całkowitego zablokowania dostępu powietrza do jamy ustnej. Następuje rozwarcie, powietrze jest zasysane do wewnątrz w wyniku ssącego ruchu krtani, co nadaje głosce charakterystyczny głuchy dźwięk.
- wiązadła głosowe periodycznie drgają, spółgłoska ta jest dźwięczna

### Przykłady
- w języku sindhi: ٻر [ɓarʊ] „dziecko”
- w języku wietnamskim: bà [ʔɓɐ̤ː˧˩] „dama”
- w języku zulu: ubaba [uˈɓaːɓa] „mój ojciec”